# 日本醤油醸造
日本醤油醸造株式会社（にほんしょうゆじょうぞうかぶしきがいしゃ。1907年〈明治40年〉 - 1910年〈明治43年〉。略称は「日醤」）は、かつて存在した日本の醤油会社。醤油の品質不正の発覚により解散した。

## 沿革

### 前史
創設者の鈴木藤三郎（旧姓太田）は1888年、東京市小名木川に鈴木精糖所を設立した発明家で「精糖の父」と呼ばれていた。1894年には長尾三十郎とともに日本精製糖を組織して専務取締役を務め、1896年には欧米を査察して製造法をさらに発展させた。1900年砂糖消費税の施行による業績不振についても3年で復活。ラム酒製造会社や鈴木鉄工所の経営など事業を拡大し、また衆議院議員を2期務めていた 。

### 設立
日本醤油製造は1907年、鈴木式醤油醸造機械の特許権使用を日本全国で専用し、醤油及び醪（濁り酒）の製造販売を目的として設立された。発起人は銀行家の岩下清周、藤本清兵衛など10数名で、鈴木藤三郎が社長に就任した。
年4回醤油が醸造できるという売り文句で、兵庫県の尼崎と東京市の小名木川に醤油工場を建設（大林組施工）し、「株は飛ぶように売れた」。1908年（明治41年）4月、 京都帝国大学法科大学を卒業した塚崎直義が入社し、副支配人となる。しかしほどなく小名木川では「川の水が醤油臭い」、「川の水が黄色い」など奇怪な現象が噂されるようになった。

### 品質不正の発覚
1909年（明治42年）11月、 日本醤油製造は味の素の調味料の特許を買い受けたいと希望するが、味の素はこれを断わり使用される調味料は売り渡すことを約束した。
同年、日本醤油製造は、製品へのサッカリン及びホルマリンの使用が発覚した。後に曰く、「日本醤油なるものは初めからイカモノで、その早醸造法なるもの一顧の値なく、要するにでき損なった醤油を川に捨てたり或いは防腐剤を混入して売っていた事が曝露し、尼ヶ崎工場の製品全部が先ず廃棄を命じられた」。その一報は東京の株式市場を駆け巡り、瞬く間に株価が暴落した。
同社は破産し、1910年11月に解散に至った。1916年（明治39年）、東京控訴院は同社製品は売買の目的物たり得ないとして商取引の無効を判決した。

## 不祥事の背景
- 当時の司法省大審院は、民法の不法行為の考え方について、ローマ法の過失主義（Verschuldungsprinzip）と言われる概念を一貫して採用しており、過失（または故意）が存在しなければ損害賠償の義務も存在しないとして裁判を行っていた。
- 同社の品質不正発覚してから破産に至った8カ月前の1910年3月、東京弁護士会会長には、過失主義を啓蒙していた貴族院法典調査会委員の鳩山和夫が就任していた[14]。
- 1911年、京都帝国大学の石坂音四郎は、過失主義は、(1) 機械工業の発達により事変があった場合の損害額が大きくなる大企業時代には適さない（大企業は賠償額を売価中に見積って回収することも可能である）、(2) 資力のない使用人の過失に対し使用人に損害賠償を求めることは法律的効果がない、という2点を挙げて過失主義を否定する論文を発表した[15]。こうした論文は、無過失責任（英語版）や、使用者責任の概念が、日本の裁判所に採用される端緒となった。
- 発起人の1人であった岩下清周が経営する北浜銀行では、1908年頃には行内で集団的な横領が発生していた。破産ののちにはこれも発覚し、1915年（大正4年）、大阪地方裁判所の10月22日予審決定を受け、背任罪、背任、横領文書偽造行使、商法違反、業務横領で起訴された。1924年（大正13年）に懲役3年の有罪判決を受けて収監されたが、10ヶ月後には恩赦により釈放された。
- 副支配人であった塚崎直義は弁護士に転じたのち、1925年には首相暗殺計画をした容疑で摘発された黒龍会の弁護人を務め、首相が暗殺された五一五事件においては大日本帝国海軍の代理人を務め、戦後は最高裁判所裁判官となった。
- 過失主義という言葉は、鳩山和夫『新民法詳解』（1896年）、また、松波仁一郎『帝国民法正解 第3編』（1897年）、八尾新助『民法修正案理由書 第1-3編』（1898年）の他、明治法律学校の文献により拡大した。京都帝国大学に蔵書された1909年のヨハン・ルドルフ・ルヒジンガーの「Das Verschuldungsprinzip in der Lehre von der Schadensersatzpflicht im römischen Recht und die römische vis maior」（ローマ法における損害賠償責任の過失主義の法理とローマ法における重大災害）にも現れている[16][17]ただ、ルヒジンガーはスイスのグラールス出身の事業家で、繊維商社を経営し東洋市場に進出していた人物である[18]。